# Enlèvement de Zamfara
L'enlèvement de Zamfara est survenu le 26 février 2021 lorsque 317 filles ont été enlevées par des bandits armés qui ont attaqué un internat de l'école secondaire gouvernementale pour filles, situé dans l'État de Zamfara, au Nigeria.
Elles sont toutes libérées le 2 mars suivant.

## Contexte
La prise en otage d'écoliers contre rançon est devenue assez courante au Nigeria. Les groupes criminels connus sous le nom de «bandits» ciblent désormais fréquemment les habitants et la population à faibles revenus, par opposition aux citoyens étrangers ou aux hommes d'affaires riches auparavant. Étant donné que la plupart des gens paieront volontiers pour sauver leurs enfants, cela constitue une source de revenus stables pour ces groupes. Impliquer les enfants génère également de la publicité pour ces groupes grâce à la notoriété ainsi que la retenue dans les actions dures du gouvernement. Les cas très médiatisés incluent l'enlèvement de Chibok par le groupe Boko Haram en 2014. Entre 2011 et 2020, les Nigerians ont dépensé environ 18 millions de dollars en rançon, dont la majorité a été dépensée dans la dernière moitié de la décennie.

## Enlèvement
Selon les résidents locaux, les hommes armés sont arrivés à minuit et ont opéré pendant des heures dans l'école avant de les enlever. Le mode de transport est contesté, certains témoins affirmant que les bandits sont arrivés dans des camionnettes et des motos, tandis que d'autres affirment qu'ils sont arrivés à pied. Actuellement, aucun groupe n'a revendiqué la responsabilité de l'enlèvement.

## Réactions
- Muhammadu Buhari, le président du Nigeria a qualifié l'enlèvement « d'inhumain et totalement inacceptable » et que son administration « ne succombera pas au chantage de bandits qui ciblent des élèves innocents dans l'attente d'énormes rançons ».
- Bello Matawalle (en), le gouverneur de l'État de Zamfara, a déclaré : « Je tiens à assurer à tous que nous sommes pleinement déterminés à assurer un sauvetage rapide de nos chères écolières. »
- La police de l'État a annoncé qu’elle mènerait une opération de recherche et de sauvetage « lourdement armée ».
- L'UNICEF a également répondu à la nouvelle de l'enlèvement. Peter Hawkins, le représentant de l'UNICEF pour le Nigeria, a déclaré qu'il s'agit d'une violation flagrante des droits de l'enfant et d'une expérience horrible pour les enfants - une expérience qui pourrait avoir des effets durables sur leur santé mentale et leur bien-être. « Nous condamnons fermement l'attaque et appelons les responsables à libérer les filles immédiatement et que le gouvernement prenne des mesures pour assurer leur libération en toute sécurité et la sécurité de tous les autres écoliers au Nigéria. »

## Libération
Le 2 mars, 279 jeunes filles sont libérées. Elles sont reçues par le gouverneur local. Aucune information n'est révélée concernant les conditions de leur libération ni sur l'éventuel paiement d'une rançon.